# Шеол
Шеол (др.-евр. שְׁאוֹל‬) — в ветхозаветном иудаизме наиболее частое именование недифференцированного на праведников и грешников обиталища мёртвых.
Человек после смерти спускается в шеол, подобный могиле (ср. Быт. 37:35). В Ис. 14:3—21; 26:19 и Иез. 31:15—18; 32:17—32 это мрачное, угрюмое место, в котором обитают тени. Согласно Иов. 17:13—16, это царство червей и разложения, где нет никакой надежды на воскресение: «Так человек ляжет и не встанет; до скончания неба он не пробудится и не воспрянет от сна своего» (14:12). Воздаяние, обещанное в библейских текстах за поступки (например, Втор. 13, 18, 19; 14:29; Иер. 3:10 и далее), как отмечал уже Саадия Гаон, целиком отнесено к нынешней жизни.
В Библии отсутствует как таковое представление о раздельном существовании после смерти праведников и грешников. Кроме шеола в Библии используются и другие термины («земля тьмы», «земля нижняя», «яма»). Обитель мёртвых помещена под землю (Чис. 16:30) или у подножья гор (Иона. 2:7). Иногда это место представляется в образе чудовища, которое своей широко разверстой пастью (Ис. 5:14; Хав. 2:5) заглатывает жертвы (Пр. 1:12). В этом обиталище равны все, включая простых людей, вельмож и нищих, хозяев и рабов. Как и весь мир, это место подвластно Всевышнему (Пс. 139:8; Иов. 26:6), но находящиеся в нём не имеют возможностей общения с Богом (Пс. 88:6) и воздания ему хвалы (Ис. 38:18; Пс. 30:10; 88:12, 13).
Однако в Библии имеются следы общего, видимо, для всех традиций древнего Ближнего Востока представлении, что положение умерших можно ухудшить или облегчить в зависимости от того, приносилась ли им пища и питье и похоронили ли их должным образом. Например, согласно Втор. 26:12, 14, в дар умершим нельзя подносить пищу и питье, которые предназначены для десятины. Из этого делается предположение, что обычай кормления мёртвых в принципе допускался. В книгах пророков (Ис. 14:14—19; Иез. 38:18 и далее) высказано мнение, что убитый мечом и достойно не погребённый, а также умерший необрезанным, попадают на наиболее низший и наихудший уровень обиталища мёртвых.
При последующем развитии идеи ада в иудаизме, для его обозначения использовался другой термин גיהנום‬ (Геенна).